# Inocentes de Belford Roxo
Grêmio Recreativo Escola de Samba Inocentes de Belford Roxo (ou simplesmente Inocentes de Belford Roxo) é uma escola de samba brasileira da cidade fluminense de Belford Roxo, que participa do Carnaval do Rio de Janeiro. Foi fundada no dia 11 de julho de 1993, sendo sediada no bairro Parque São Vicente, em Belford Roxo, na Baixada Fluminense.

## História
A Inocentes de Belford Roxo sucedeu ao GRES Unidos da Matriz e desfilou desde a sua fundação no carnaval carioca e seu primeiro desfile foi em 1994 com o enredo "Alô alô carnaval, taí Carmem Miranda". Seu primeiro campeonato veio pelo Grupo de acesso C em 1998. No ano seguinte, a Inocentes foi a vice-campeã do Grupo de acesso B, com o enredo Viva a Baixada, longos passos do progresso rumo ao Terceiro Milênio. Em 2000, homenageou a cidade de Petrópolis na sua estreia pelo Grupo de acesso A, com o enredo Petrópolis, roxo de amor por você. A escola ficou na quinta colocação. Seu presidente na época era Reginaldo Gomes.
No carnaval de 2001 contou na avenida a história da Região dos Lagos. Porém a escola, devido a dificuldades financeiras, não conseguiu realizar o mesmo feito de 2000, amargando a penúltima colocação, e o consequente o rebaixamento. Logo após o rebaixamento, foi vendida pro político Iranildo Campos e indo para São João de Meriti mudando de nome para Inocentes da Baixada. Consegue um vice-campeonato no Grupo B, com o enredo É carnaval, é tititi, é São João, é Meriti. O pós-carnaval foi recheado de polêmicas, quando um dirigente da escola afirmou num programa de rádio que "era um absurdo a Inocentes ter pago pra subir em primeiro e subir em segundo".
Em 2003 terminou na 6º colocação com o enredo O gênio da Inocentes e a lâmpada maravilhosa, no ano seguinte, termina na 10° colocação, entre as quatro rebaixadas para o Grupo de Acesso B, com o enredo sobre Jogos Pan-americanos, depois disso a escola retornou para sua cidade natal, Belford Roxo e com a volta de Reginaldo Gomes, a agremiação volta a ter seu nome de batismo. Desfilando pelo grupo B com o enredo: O Ouro do Lixo - De Onde Vai, Para Onde Vem, Reciclando Com Pé No Futuro, conseguindo a quinta colocação.
No ano seguinte, reedita o sucesso da madrinha Império Serrano: Lenda das sereias rainha do mar de 1976, e obtendo a terceira colocação. No ano de 2007, com o enredo Chatô, a fanfarra do homem sério mais engraçado do Brasil, de Wagner Gonçalves, leva para a avenida o lado irreverente de Chatô. Neste ano a Inocentes levou o vice-campeonato.
Já em 2008, após a saída de Wagner Gonçalves, que foi para a Cubango, a escola traz o enredo: Ewe, a Cura Vem da Floresta, de Jorge Caribé, conquistando o Grupo de acesso B e garantindo assim a ascensão ao Grupo de acesso A em 2009.
Para o carnaval 2009, a escola belforroxense trouxe como puxador o consagrado Dominguinhos do Estácio, e como carnavalesco, Fran-Sérgio da comissão campeã da Beija-Flor, que estreia carreira solo, substituindo Roberto Szaniecki. Homenageou Leonel Brizola com o enredo Do Rio Grande do Sul ao Rio de Janeiro, a Inocentes canta Brizola, a voz do povo brasileiro ficando em 9º lugar (penúltima colocação) com 235,9 pontos, permanecendo, porém, no Grupo de Acesso. Embora a LESGA tenha decidido não rebaixar nenhuma escola para o Grupo Rio de Janeiro 1, da AESCRJ, a Inocentes não cairia, já que o regulamento da instituição previa o rebaixamento, apenas, da última colocada, a Caprichosos de Pilares, que somou 235,3 pontos amargando a última colocação. Decidiu, assim a LESGA em virtude da crise mundial que atrapalhou a preparação das agremiações e também, do atraso nos repasses das subvenções prometidas pela Prefeitura do Rio de Janeiro.
Em 2010 falando sobre Água conseguiu um surpreendente vice-campeonato perdendo só para campeã São Clemente, o que gerou a desconfiança de pessoas de outras escolas, pelo fato de a escola ser presidida pelo presidente da LESGA.
Para 2011, a Inocentes apostará num enredo sobre a banda paulista Mamonas Assassinas, do carnavalesco Cristiano Bara. além disso trouxe Celino Dias como intérprete principal, colocou Mestre Washington como diretor de bateria. Seu samba foi escolhido no mês de outubro, com uma fusão entre as obras de duas entre as quatro parcerias finalistas. além de  ter como rainha de bateria, a inspetora da Polícia civil Isabella Picanço, que viria a ser princesa do carnaval desse ano. mas com um desfile ruim, conseguiu ficar no grupo, terminando na 8º colocação.
Para o carnaval 2012, a escola trouxe de volta o carnavalesco Wagner Gonçalves, que traz um enredo sobre a cidade de Corumbá. Além disso, trouxe Thiago Brito, que estava na Caprichosos de Pilares, para ser seu novo intérprete e como rainha de bateria Luciana Picorelli. A escola fez um desfile correto, sem empolgar, mais para ganhar o carnaval; o que conseguiu, mas causando polêmica por ter sido apontada como campeã três meses antes do carnaval.
Para 2013, na sua estreia no Especial, a escola renovou com o carnavalesco Wagner Gonçalves e trouxe o um dos melhores casais de mestre-sala e porta-bandeira do carnaval: Rogerinho e Lucinha Nobre. e do experiente Wantuir, dividindo a função de intérprete, com Thiago Brito. e Mestre Celinho, que comanda a bateria, junto com Mestre Washigton. tendo a frente, Lucilene Caetano. em seu ano de estreia na Divisão Principal das escolas de samba, a escola não logrou êxito em sua manutenção no grupo principal, sendo rebaixada, tendo em 2014 novamente disputar a série A do Carnaval carioca. A agremiação ficou na última colocação dentre as participantes de 2013, com a média de 291.1 pontos, sendo 2,4 atrás da penúltima colocada Mocidade Independente.
Na sua volta ao Acesso (agora Série A), manteve a espinha dorsal quando esteve no Especial, só mudando de intérprete e casal de mestre-sala e porta-bandeira, que após o descenso, saíram da escola, optando por David Sabiá e Fernanda Love, como novo casal. Para comandar seu carro de som a escola tinha optado inicialmente por David do Pandeiro mas este acabou trocado por Ciganerey. além de Laíla, como seu consultor de carnaval. No concurso de samba-enredo, após a inscrição de dezenas de parcerias, houve uma inesperada fusão das parcerias de Altamiro com Abílio Mestre-Sala. Fazendo um desfile técnico, terminou na 10º colocação.
Depois do carnaval, Reginaldo Gomes saiu do comando da agremiação, assumindo seu filho Rodrigo Gomes. com mais uma homenagem dessa vez a Nelson Sargento, que será desenvolvido pela dupla Márcio Puluker e Walter Guilherme.
Para 2016 a Caçulinha da Baixada prestou mais uma homenagem, desta vez ao cineasta Cacá Diegues, e com um desfile bem abaixo do esperado, terminou em nono lugar. Já no desfile de 2017, Wagner Gonçalves retorna como carnavalesco e além de apostar na prata da casa, a ex-rainha do carnaval Letícia Guimarães para abrilhantar a escola como a rainha de bateria, comandada pelo Mestre Washington Paz. Com o enredo sobre os vilões, a Inocentes repete o nono lugar.
Em 2018, a Inocentes leva para a avenida a história do município de Magé através do enredo "Moju, Magé, Mojubá - Sinfonias e Batuques". Diferente dos anos anteriores, a escola encomendou sua obra aos renomados compositores Cláudio Russo e André Diniz. Em seu carro de som, promoverá a estreia de Ricardinho Guimarães, que substitui Nino do Milênio, que migrou para o Tuiuti. Mais tarde, Ricardinho ganha a companhia do experiente Anderson Paz, recém saído da Porto da Pedra. Na apuração, a escola terminou com a quarta colocação.
Em 2019, a escola conta com os reforços do carnavalesco Marcus Ferreira e do intérprete Nino do Milênio, que regressa após um ano. O enredo apresentado foi "O Frasco do Bandoleiro - Baseado num causo com a boca na botija", que narrou um causo de tesouros escondidos pelo bando de Lampião em botijas. Com um desfile prejudicado pela forte chuva na sexta-feira de carnaval, a Inocentes termina com a nona colocação.
Para o carnaval de 2020, a Inocentes contratou o carnavalesco Jorge Caribé, egresso do Império da Tijuca, para desenvolver o enredo "O Pulo do Gato". Em julho, porém, a escola anuncia a troca de seu enredo, para uma homenagem à jogadora Marta. Com uma bonita apresentação, a escola terminou na quarta posição. Para o desfile de 2022, a Inocentes contrata o carnavalesco Lucas Milato para desenvolver o enredo "A Meia-Noite dos Tambores Silenciosos", sobre a cerimônia de origem africana realizada no carnaval no Recife. A escola ainda se reforça dos intérpretes Luizinho Andanças e Leléu, que dividem o microfone principal com Tem-Tem Sampaio. Na apuração, a Inocentes termina novamente na quarta posição.
Na preparação para o carnaval de 2023, a Inocentes se reforça em alguns quadros, com a contratação do mestre-sala Matheus Machado e do intérprete Thiago Brito, que retorna à Caçulinha da Baixada após 10 anos. Encerrando os desfiles da Série Ouro, já na manhã do domingo de carnaval, a escola apresentou o enredo "Mulheres de Barro", sobre as paneleiras do bairro de Goiabeiras, no Espírito Santo, terminando com o terceiro lugar na apuração.
- 2024: "Debret Pintou, Camelô Gritou: "Compre 2, Leve 3!" Tudo para Agradar o Freguês"

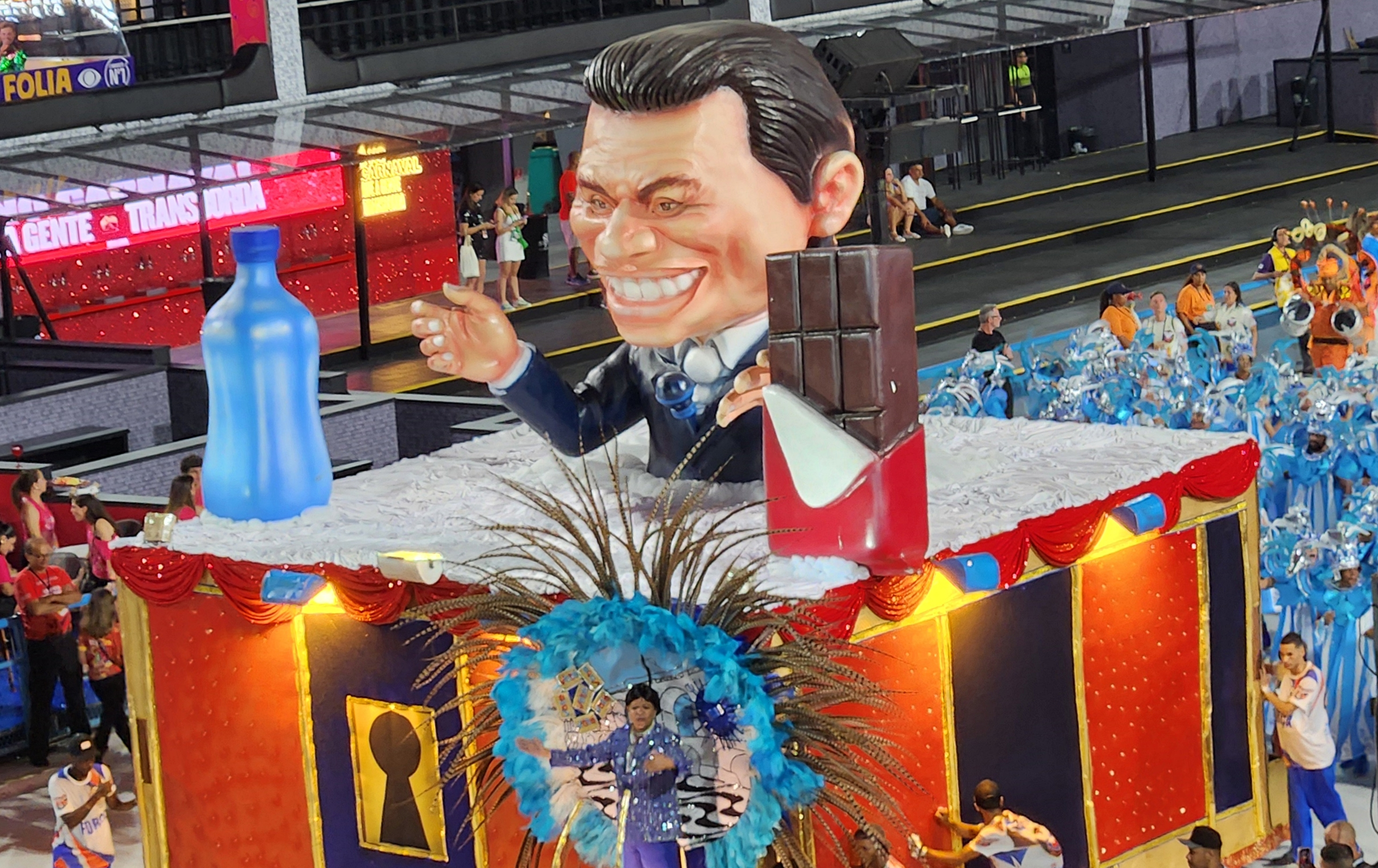
Ex camelô, o empresário Silvio Santos foi lembrado no desfile de 2024, sobre comércio.

Para o carnaval de 2024, a escola perde o carnavalesco Lucas Milato, que se transfere para a Unidos de Padre Miguel. Para seu lugar são contratados Marco Antônio Falleiros, egresso da Em Cima da Hora, e Cristiano Bara, que retorna à agremiação após 13 anos. Inicialmente a Inocentes anunciou um enredo sobre a cidade de Armação dos Búzios, no litoral fluminense, mas o tema acabou descartado devido a questões estruturais alegadas pela escola. Posteriormente foi definido um novo enredo: "Debret pintou, Camelô gritou: "compre 2, leve 3!" Tudo para agradar o freguês", sobre o comércio popular. No julgamento oficial do carnaval da Série Ouro, a Inocentes conquistou a pontuação máxima nos quesitos Fantasias, Comissão de Frente, Bateria, Mestre-sala e Porta-bandeira e Alegorias e Adereços; perdendo um décimo em Enredo e Evolução e dois décimos em Samba-Enredo e Harmonia, quesitos mais penalizados. Como resultado, a escola se classificou em sexto lugar, seis décimos atrás da campeã Unidos de Padre Miguel e obtendo a mesma pontuação da São Clemente, sendo superada no critério de desempate. Após o desfile, o carnavalesco Marco Antônio Falleiros e o intérprete Thiago Brito se desligaram da agremiação.
- 2025: "Ewe, a Cura Vem da Floresta"

Para o carnaval de 2025, a Inocentes anunciou a reedição de "Ewe, a Cura Vem da Floresta", enredo com o qual a escola conquistou o título do Grupo de Acesso B (atual Série Prata) em 2008. A agremiação contratou o intérprete Daniel Silva, egresso do Império da Tijuca. Posteriormente, Thiago Brito retornou à escola e passou a fazer uma dupla de intérpretes com Daniel. Durante o desfile, a escola enfrentou diversos problemas, como a quebra do tripé da Comissão de Frente antes da entrada no setor 1 e dificuldade de manobra no abre-alas. A escola finalizou o desfile com um minuto de atraso. Na apuração, a Inocentes terminou em 10º lugar. Após o carnaval, a escola desligou o carnavalesco Cristiano Bara, os intérpretes Daniel Silva e Thiago Brito, o casal de mestre-sala e porta-bandeira Matheus Machado e Jaçanã Ribeiro e o diretor de carnaval Saulo Tinoco, enquanto a coreógrafa Juliana Frathane e o mestre de bateria Juninho se desligaram da agremiação.
- 2026: "O Sonho de um tal Pagode Russo nos Frevos do Meu Pernambuco"

Para o carnaval de 2026, a Inocentes renovou parte de sua equipe, contratando o intérprete Ito Melodia, demitido pela Unidos da Tijuca, além dos coreógrafos Sérgio Lobato e Patricia Salgado, do casal de mestre-sala e porta-bandeira Vinicius Jesus e Thainá Teixiera, do diretor de carnaval Julinho Fonseca e do carnavalesco Edson Pereira. Leonardo Brandão e Vitor Leite assumiram a direção de harmonia. 

## Carnavais
| Inocentes de Belford Roxo | Inocentes de Belford Roxo                       | Inocentes de Belford Roxo                       | Inocentes de Belford Roxo | Inocentes de Belford Roxo                       | Inocentes de Belford Roxo                        |
| Ano                       | Colocação                                       | Divisão                                         | Enredo | Carnavalesco                                    | Ref.                                             |
| ------------------------- | ----------------------------------------------- | ----------------------------------------------- | --- | ----------------------------------------------- | ------------------------------------------------ |
| 1994                      | 5.º Lugar                                       | Avaliação (quinta divisão)                      | "Alô Alô Carnaval, Taí Carmem Miranda" | Dito Ferreira                                   | [ 43 ] [ 44 ]                                    |
| 1995                      | 15.º Lugar (Rebaixada)                          | Grupo B (terceira divisão)                      | Não Desfilou | Não Desfilou                                    | [ 43 ] [ 45 ]                                    |
| 1996                      | Vice-campeã (Promovida)                         | Grupo D (quinta divisão)                        | "Que Lourinha Gostosa" | Dito Ferreira                                   | [ 43 ] [ 46 ]                                    |
| 1997                      | 8.º Lugar                                       | Grupo C (quarta divisão)                        | "Dandara, o Sol da Liberdade" | Etevaldo Brandão                                | [ 43 ] [ 47 ]                                    |
| 1998                      | Campeã (Promovida)                              | Grupo C (quarta divisão)                        | "Candonga, Um Adeus às Baterias" (Compositores do samba: Adir, Xande da Caprichosos, Genival, Manoelzinho Solidão e Zé do Pagode) | Comissão de Carnaval                            | [ 43 ] [ 48 ]                                    |
| 1999                      | Vice-campeã (Promovida)                         | Grupo B (terceira divisão)                      | "Viva a Baixada, Longos Passos do Progresso Rumo ao Terceiro Milênio" (Compositores do samba: João da Light, Bala do Cavaco, Arnaldo Costa, William e Lic) | Luiz Marques                                    | [ 43 ] [ 49 ]                                    |
| 2000                      | 5.º Lugar                                       | Grupo A (segunda divisão)                       | "Petrópolis - Roxo de Amor por Você" (Compositores do samba: Xande, Luis Carlos, João da Light, Amorim e Abílio Mestre-sala) | Alexandre Louzada                               | [ 50 ] [ 51 ]                                    |
| 2001                      | 11.º Lugar (Rebaixada)                          | Grupo A (segunda divisão)                       | "Região dos Lagos - A Inocentes É Folia na Terra do Sol e do Sal" (Compositores do samba: Waltinho LP, Dino, Naldo Poeta, PC do Balanço, Tuninho Catuaba e Batista) | Alexandre Louzada e Cristiane Costa             | [ 52 ] [ 53 ]                                    |
| 2002                      | Vice-campeã (Promovida)                         | Grupo B (terceira divisão)                      | "É Carnaval, É Ti Ti Ti, É São João, É Meriti" (Compositores do samba: João Conga, Samuca, Mendes, Ben Jonson, Rocha, Eliana Cláudio e Serginho) | Agnaldo Correia                                 | [ 54 ] [ 55 ]                                    |
| 2003                      | 6.º Lugar                                       | Grupo A (segunda divisão)                       | "O Gênio da Inocentes e a Lâmpada Maravilhosa" (Compositores do samba: Zé Mauro, Jacaré, Toninho Gentil, Arnaldo Lyrio e Moleque Silveira) | Sylvio Cunha e Agnaldo Correa                   | [ 56 ] [ 57 ] [ 58 ]                             |
| 2004                      | 10.º Lugar (Rebaixada)                          | Grupo A (segunda divisão)                       | "Sorria... Sou Rio, Sou Carioca, Sou Inocentes, Sou Pan e Serei Olimpíada" (Compositores do samba: Ronaldo Soares, Flávio Borges, Eduardo Fontes, Reinaldo Grey e Paulinho Bala)                                                                                         | Luiz Fernando Reis                              | [ 59 ] [ 60 ] [ 61 ]                             |
| 2005                      | 5.º Lugar                                       | Grupo B (terceira divisão)                      | "O Ouro do Lixo! De Onde Vem, para Onde Vai, Reciclando com Fé no Futuro" (Compositores do samba: Juninho, Paulinho Pontes, Gilberto Gonçalves e Cassio) | Sérgio Carioca e Róbson Goulart                 | [ 62 ] [ 63 ] [ 64 ]                             |
| 2006                      | 3.º Lugar                                       | Grupo B (terceira divisão)                      | "Lenda das Sereias Rainha do Mar" (Reedição do enredo de 1976 do Império Serrano) | Wany Araújo                                     | [ 65 ] [ 66 ] [ 67 ]                             |
| 2007                      | Vice-campeã                                     | Grupo B (terceira divisão)                      | "Chatô, a Fanfarra do Homem Sério Mais Engraçado do Brasil" (Compositores do samba: Douglas, Flavio, Rafael Poesia, Cristiano, Ailton, MC Chumbinho e Jorge Ney) | Wagner Gonçalves                                | [ 68 ] [ 69 ] [ 70 ]                             |
| 2008                      | Campeã (Promovida)                              | Grupo B (terceira divisão)                      | "Ewe, a Cura Vem da Floresta" (Compositores do samba: Cláudio Russo, Carlinhos do Cavaco, Temtemzinho e Nino do Milênio) | Jorge Caribé                                    | [ 71 ] [ 72 ] [ 73 ]                             |
| 2009                      | 9.º Lugar                                       | Grupo A (segunda divisão)                       | "Do Rio Grande do Sul ao Rio de Janeiro, a Inocentes Canta Brizola a Voz do Povo Brasileiro" (Compositores do samba: Billy Conty, Ediespuma, Abilio Mestre-Sala, Licinho Jr., Marcelinho Santos e Alex Bahia)                                                            | Fran Sérgio                                     | [ 5 ] [ 74 ] [ 75 ]                              |
| 2010                      | Vice-campeã                                     | Grupo A (segunda divisão)                       | "Água para Prover a Vida" (Compositores do samba: Jair PQD, Zé Carlos, Peniche, Gilmar e Estevão) | Roberto Szaniecki e Cristiano Bara              | [ 7 ] [ 76 ] [ 77 ] [ 78 ]                       |
| 2011                      | 8.º Lugar                                       | Grupo A (segunda divisão)                       | "De Guarulhos para o Palco da Folia, Sonhos, Irreverência e Alegria. Mamonas para Sempre!" (Compositores do samba: Billy Conty, Edispuma, Marcelinho Santos, Licinho Jr., Giovane Mello, Paulo Pontes, Sorriso, Zé Carlos, Mariano Araújo, Dominguinho e Edson Tropical) | Cristiano Bara                                  | [ 9 ] [ 10 ] [ 12 ] [ 14 ] [ 15 ] [ 79 ] [ 80 ]  |
| 2012                      | Campeã (Promovida)                              | Grupo A (segunda divisão)                       | "Corumbá – Ópera Tupi Guaikuru" (Compositores do samba: Cláudio Russo, Zé Glória, Fábio Costa, André Felix, Diego Tavares, Ellen Cristina e Rodrigo Leal) | Wagner Gonçalves                                | [ 16 ] [ 18 ] [ 81 ] [ 82 ]                      |
| 2013                      | 12.º Lugar (Rebaixada)                          | Especial (primeira divisão)                     | "As Sete Confluências do Rio Han - 50 Anos de Imigração da Coreia do Sul no Brasil" (Compositores do samba: Billy Conty, Dominguinhos, Ildo dos Santos, JJ.Santos, Juarez e Marã)                                                                                        | Wagner Gonçalves                                | [ 23 ] [ 25 ] [ 26 ] [ 27 ] [ 83 ] [ 84 ] [ 85 ] |
| 2014                      | 10.º Lugar                                      | Série A (segunda divisão)                       | "O Triunfo da América - O Canto Lírico de Joaquina Lapinha" (Compositores do samba: Altamiro, Tico do Gato, Vinicius Ferreira, Claudinho, Chiquinho do Bar, Manelão, Abilio Mestre-Sala, Paulo e Juruna Zona Sul)                                                        | Wagner Gonçalves                                | [ 31 ] [ 86 ] [ 87 ] [ 88 ] [ 89 ]               |
| 2015                      | 8.º Lugar                                       | Série A (segunda divisão)                       | "Nelson Sargento - Samba Inocente, Pé no Chão" (Compositores do samba: André Malheiros, Tico do Gato, Vinicius Ferreira, Juruna Zona Sul, Abilio Mestre-Sala, Chiquinho do Bar, Altamiro e Sidnei Pinto)                                                                 | Marcio Puluker e Walter Guilherme               | [ 90 ] [ 91 ] [ 35 ]                             |
| 2016                      | 9.º Lugar                                       | Série A (segunda divisão)                       | "Cacá Diegues - Retratos de Um Brasil em Cena" (Compositores do samba: Serginho Castro, Tentenzinho Jr, Rudá e Marcelo Fernandes) | Márcio Puluker                                  | [ 92 ]                                           |
| 2017                      | 9.º Lugar                                       | Série A (segunda divisão)                       | "Vilões - O Verso do Inverso" (Compositores do samba: Samir Trindade, Ribeirinho, Neyzinho do Cavaco, Gilberto Oliveira, Herbert Rocha, Adriano Detran, Elton Babu, Jorge Martelo, Junior Trindade, Domingos do Peixe e Girão)                                           | Wagner Gonçalves                                | [ 2 ]                                            |
| 2018                      | 4.° Lugar                                       | Série A (segunda divisão)                       | "Mojú, Magé, Mojubá - Sinfonias e Batuques" (Compositores do samba: Cláudio Russo e André Diniz) | Wagner Gonçalves                                | [ 93 ]                                           |
| 2019                      | 9.º Lugar                                       | Série A (segunda divisão)                       | "O Frasco do Bandoleiro - Baseado Num Causo com a Boca na Botija" (Compositores do samba: Cláudio Russo e André Diniz) | Marcus Ferreira                                 | [ 94 ]                                           |
| 2020                      | 4.º Lugar                                       | Série A (segunda divisão)                       | "Marta do Brasil – Chorar no Começo para Sorrir no Fim" (Compositores do samba: Cláudio Russo, Altamiro e André Diniz) | Jorge Caribé                                    | [ 95 ] [ 96 ]                                    |
| 2021                      | Não houve desfile devido a pandemia de Covid-19 | Não houve desfile devido a pandemia de Covid-19 | Não houve desfile devido a pandemia de Covid-19 | Não houve desfile devido a pandemia de Covid-19 | [ 97 ]                                           |
| 2022                      | 4.º Lugar                                       | Série Ouro (segunda divisão)                    | "A Meia-Noite dos Tambores Silenciosos" (Compositores do samba: Cláudio Russo, Tem Tem Jr, Júnior Fionda, Lequinho, Fadico, Marcelinho Santos, Tem Tem Sampaio e Altamiro)                                                                                               | Lucas Milato                                    | [ 98 ]                                           |
| 2023                      | 3.º Lugar                                       | Série Ouro (segunda divisão)                    | "Mulheres de Barro" (Compositores do samba: Cláudio Russo, Júnior Fionda, Fadico, Lequinho, Hugo Bruno, Leandro Thomaz e Altamiro) | Lucas Milato                                    | [ 99 ]                                           |
| 2024                      | 6.º Lugar                                       | Série Ouro (segunda divisão)                    | "Debret Pintou, Camelô Gritou: "Compre 2, Leve 3!" Tudo para Agradar o Freguês" (Compositores do samba: Cláudio Russo, Thiago Brito, Zé Luiz, Chico Alves, André Félix e Altamiro)                                                                                       | Marco Antônio Falleiros e Cristiano Bara        | [ 100 ]                                          |
| 2025                      | 10.º Lugar                                      | Série Ouro (segunda divisão)                    | "Ewe, a Cura Vem da Floresta" (Reedição do enredo de 2008) (Compositores do samba: Cláudio Russo, Carlinhos do Cavaco, Tem-Tem Jr. e Nino do Milênio) | Cristiano Bara                                  | [ 38 ]                                           |
| 2026                      |                                                 | Série Ouro (segunda divisão)                    | O Sonho de um tal Pagode Russo nos Frevos do Meu Pernambuco | Edson Pereira                                   | [ 101 ]                                          |

## Títulos
| Títulos da Inocentes de Belford Roxo | Títulos da Inocentes de Belford Roxo | Títulos da Inocentes de Belford Roxo |
| ------------------------------------ | ------------------------------------ | ------------------------------------ |
| Divisão                              | Títulos                              | Carnavais                            |
| Segunda Divisão                      | 1                                    | 2012                                 |
| Terceira Divisão                     | 1                                    | 2008                                 |
| Quarta Divisão                       | 1                                    | 1998                                 |

## Premiações
Prêmios recebidos pelo GRES Inocentes de Belford Roxo.
| Ano  | Prêmio                  | Categoria / premiados | Divisão    | Ref.            |
| ---- | ----------------------- | --- | ---------- | --------------- |
| 2004 | S@mba-Net               | Intérprete (Bruno Ribas) | Grupo A    | [ 102 ]         |
| 2005 | Troféu Jorge Lafond     | Carnavalesco Revelação (Sérgio Carioca)                                                                                          | Grupo B    | [ 103 ]         |
| 2005 | Troféu Jorge Lafond     | Ala Mirim | Grupo B    | [ 103 ]         |
| 2006 | S@mba-Net               | Casal de Mestre-sala e Porta-bandeira (Peixinho e Rosilane)                                                                      | Grupo B    | [ 104 ]         |
| 2006 | Troféu Jorge Lafond     | Melhor Comunicação com o Público                                                                                                 | Grupo B    | [ 105 ]         |
| 2006 | Troféu Jorge Lafond     | Samba-Enredo ("A Lenda das Sereias: Rainhas do Mar" - Compositores: Dionel Sampaio, Vicente Matos e Arlindo Veloso)              | Grupo B    | [ 105 ]         |
| 2006 | Troféu Jorge Lafond     | Melhor Bateria (Mestre Marcelo André)                                                                                            | Grupo B    | [ 105 ]         |
| 2007 | S@mba-Net               | Melhor Desfile | Grupo B    | [ 106 ]         |
| 2007 | S@mba-Net               | Melhor Alegoria (Carro abre-alas - "Dêem Asas ao Brasil")                                                                        | Grupo B    | [ 106 ]         |
| 2007 | S@mba-Net               | Conjunto Alegórico | Grupo B    | [ 106 ]         |
| 2007 | S@mba-Net               | Conjunto de Fantasias | Grupo B    | [ 106 ]         |
| 2007 | Troféu Jorge Lafond     | Comissão de Frente | Grupo B    | [ 107 ]         |
| 2007 | Troféu Jorge Lafond     | Carnavalesco (Wagner Gonçalves)                                                                                                  | Grupo B    | [ 107 ]         |
| 2007 | Plumas & Paetês         | Carnavalesco (Wagner Gonçalves)                                                                                                  | Grupo B    | [ 108 ]         |
| 2007 | Troféu Parangolé        | Carnavalesco Wagner Gonçalves (Pela Estrutura das Saias das Baianas, Bom Uso das Cores e Soluções de Bom Gosto e Impacto Visual) | Grupo B    | [ 109 ]         |
| 2008 | Troféu Rádio Manchete   | Melhor Escola | Grupo B    | [ 110 ]         |
| 2008 | Troféu Jorge Lafond     | Melhor Escola | Grupo B    | [ 111 ]         |
| 2008 | Troféu Jorge Lafond     | Melhor Enredo ("Ewe, a Cura Vem da Floresta")                                                                                    | Grupo B    | [ 111 ]         |
| 2008 | S@mba-Net               | Casal de Mestre-sala e Porta-bandeira (PC e Rosilane)                                                                            | Grupo B    | [ 112 ]         |
| 2008 | Plumas & Paetês         | Diretor de Carnaval (Avelino Ribeiro)                                                                                            | Grupo B    | [ 113 ]         |
| 2008 | Troféu Parangolé        | Carnavalesco Jorge Caribé (Palheta de Cor; Audácia na Escala dos Carros; Estética Africana Inusitada)                            | Grupo B    | [ 114 ]         |
| 2009 | Estandarte de Ouro      | Samba-Enredo (Do Rio Grande do Sul ao Rio de Janeiro, a Inocentes canta Brizola, A Voz do Povo Brasileiro)                       | Grupo A    | [ 115 ]         |
| 2009 | S@mba-Net               | Ala de Passistas | Grupo A    | [ 116 ]         |
| 2009 | Troféu Jorge Lafond     | Casal de Mestre-Sala e Porta-Bandeira (Paulo César da Costa e Rosilane da Costa Queiroz)                                         | Grupo A    | [ 117 ]         |
| 2009 | Troféu Jorge Lafond     | Velha Guarda | Grupo A    | [ 117 ]         |
| 2010 | Gato de Prata           | Melhor Escola | Grupo A    | [ 118 ] [ 119 ] |
| 2010 | Gato de Prata           | Rainha de Bateria (Fernanda Abraão)                                                                                              | Grupo A    | [ 118 ] [ 119 ] |
| 2012 | Gato de Prata           | Melhor Escola | Grupo A    | [ 120 ]         |
| 2012 | S@mba-Net               | Conjunto Alegórico | Grupo A    | [ 121 ]         |
| 2012 | S@mba-Net               | Conjunto de Fantasias | Grupo A    | [ 121 ]         |
| 2012 | Troféu Jorge Lafond     | Velha Guarda | Grupo A    | [ 122 ]         |
| 2012 | Plumas & Paetês         | Desenhista (Wagner Gonçalves) | Grupo A    | [ 123 ]         |
| 2012 | Plumas & Paetês         | Artesão (Rossy Amoedo) | Grupo A    | [ 123 ]         |
| 2012 | Plumas & Paetês         | Escultor (Rossy Amoedo) | Grupo A    | [ 123 ]         |
| 2012 | Plumas & Paetês         | Pintor (Eduardo Alves) | Grupo A    | [ 123 ]         |
| 2012 | Plumas & Paetês         | Iluminador (Luiz Antonio da Silva Pereira)                                                                                       | Grupo A    | [ 123 ]         |
| 2013 | Troféu Apoteose         | Porta-Bandeira (Lucinha Nobre)                                                                                                   | Especial   | [ 124 ]         |
| 2014 | SRZD-Carnaval           | Intérprete (Ciganerey) | Série A    | [ 125 ]         |
| 2014 | Plumas & Paetês         | Coreógrafo de Comissão de Frente (Patrick Carvalho)                                                                              | Série A    | [ 126 ]         |
| 2014 | Plumas & Paetês         | Pesquisador (Bianca Behrends e Wagner Gonçalves)                                                                                 | Série A    | [ 126 ]         |
| 2015 | S@mba-Net               | Melhor Bateria (Diretor: Mestre Washington Paz)                                                                                  | Série A    | [ 127 ] [ 128 ] |
| 2015 | Gato de Prata           | Intérprete (Nino do Milênio) | Série A    | [ 129 ]         |
| 2015 | Gato de Prata           | Destaque (Carlinhos Do Salgueiro)                                                                                                | Série A    | [ 129 ]         |
| 2018 | Passista Samba no Pé    | Passista Feminino (Karen Maria)                                                                                                  | Série A    | [ 130 ] [ 131 ] |
| 2022 | Estandarte de Ouro      | Samba-Enredo (A meia-noite dos tambores silenciosos)                                                                             | Série Ouro | [ 132 ]         |
| 2022 | Prêmio S@mba-Net        | Samba-Enredo (A meia-noite dos tambores silenciosos)                                                                             |            |                 |
| 2022 | Prêmio Feras da Sapucaí | Enredo (A meia-noite dos tambores silenciosos)                                                                                   |            |                 |

## Segmentos

### Presidentes
| Presidentes     | Período       | Ref.    |
| --------------- | ------------- | ------- |
| Armando Penelis | 1994-1997     | [ 133 ] |
| Reginaldo Gomes | 1998-2001     | [ 133 ] |
| Iranildo Campos | 2002-2004     | [ 133 ] |
| Reginaldo Gomes | 2005-2014     | [ 133 ] |
| Rodrigo Gomes   | 2014-2015     | [ 34 ]  |
| Reginaldo Gomes | 2015-2023     | [ 2 ]   |
| Ícaro Ribeiro   | 2023-presente |         |

### Presidentes de Honra
| Presidentes de Honra      | Período                | Ref.    |
| ------------------------- | ---------------------- | ------- |
| Maria Lúcia (in memoriam) | 2012-2015              | [ 1 ]   |
| Rodrigo Gomes             | Junho de 2015-presente | [ 134 ] |

### Intérpretes
| Intérpretes                                      | Carnavais     | Ref.                    |
| ------------------------------------------------ | ------------- | ----------------------- |
| Jackson Martins                                  | 1994–1999     | [ 135 ] [ 136 ] [ 137 ] |
| Pixulé                                           | 2000          | [ 138 ]                 |
| Tem-Tem Sampaio                                  | 2001          | [ 139 ]                 |
| Emerson Dias                                     | 2002          |                         |
| Bruno Ribas                                      | 2003–2004     | [ 140 ]                 |
| Tem-Tem Sampaio e Carlinhos da Paz               | 2005          | [ 139 ]                 |
| Tem-Tem Sampaio                                  | 2006–2008     | [ 139 ]                 |
| Dominguinhos do Estácio                          | 2009          | [ 141 ]                 |
| Nino do Milênio                                  | 2010          | [ 142 ]                 |
| Celino Dias                                      | 2011          | [ 143 ]                 |
| Thiago Brito                                     | 2012          | [ 144 ]                 |
| Thiago Brito e Wantuir                           | 2013          | [ 144 ] [ 145 ]         |
| Ciganerey                                        | 2014          | [ 146 ]                 |
| Nino do Milênio                                  | 2015-2017     | [ 142 ] [ 2 ]           |
| Ricardinho Guimarães e Anderson Paz              | 2018          | [ 147 ]                 |
| Nino do Milênio                                  | 2019          | [ 148 ]                 |
| Pixulé e Tem-Tem Sampaio                         | 2020          | [ 139 ] [ 138 ]         |
| Tem-Tem Sampaio, Luizinho Andanças e Silas Leléu | 2022          | [ 139 ] [ 149 ]         |
| Thiago Brito                                     | 2023-2024     |                         |
| Daniel Silva e Thiago Brito                      | 2025          |                         |
| Ito Melodia                                      | 2026-presente | [ 150 ]                 |

### Comissão de Frente
| Coreógrafos(as)                  | Carnavais     | Ref.    |
| -------------------------------- | ------------- | ------- |
| Carlinhos Muvuca                 | 2000-2001     |         |
| Charles Nelson                   | 2002-2003     |         |
| Gabriel Cortez                   | 2004          |         |
| Dudu                             | 2005-2006     |         |
| Vivian Borges                    | 2007-2008     |         |
| Fábio de Mello                   | 2009          |         |
| Alessandra de Oliveira           | 2010-2011     |         |
| Patrick Carvalho                 | 2012-2014     | [ 151 ] |
| Vivian Borges                    | 2015-2016     | [ 86 ]  |
| Márcio Jahú                      | 2017          | [ 2 ]   |
| Patrick Carvalho                 | 2018-2019     | [ 152 ] |
| Juliana Frathane                 | 2020-2025     | [ 95 ]  |
| Sérgio Lobato e Patricia Salgado | 2026-presente |         |

### Mestre-sala e Porta-bandeira

#### Primeiro casal
| Primeiro casal                      | Carnavais     | Ref.   |
| ----------------------------------- | ------------- | ------ |
| Roberto Vinicius e Rosilane Queiroz | 2005          |        |
| Peixinho e Rosilane Queiroz         | 2006          |        |
| Charles e Rosilane Queiroz          | 2007          |        |
| PC e Rosilane Queiroz               | 2008-2009     |        |
| Douglas Valle e Priscila Costa      | 2010          |        |
| Peixinho e Priscila Costa           | 2011          |        |
| Marcílio Diamante e Cíntia Ribeiro  | 2012          |        |
| Rogerinho Dornelles e Lucinha Nobre | 2013          |        |
| David Sábia e Fernanda Love         | 2014          | [ 86 ] |
| Douglas Valle e Priscila Costa      | 2015          | [ 90 ] |
| Peixinho e Jaçanã Ribeiro           | 2016-2019     | [ 2 ]  |
| Douglas Valle e Jaçanã Ribeiro      | 2020-2022     | [ 96 ] |
| Matheus Machado e Jaçanã Ribeiro    | 2023-2025     |        |
| Vinicius Jesus e Thainá Teixeira    | 2026-presente |        |

### Bateria

#### Mestres
| Diretores de Bateria     | Carnavais     | Ref.          |
| ------------------------ | ------------- | ------------- |
| Washington Paz           | 2014-2020     | [ 86 ] [ 96 ] |
| Juninho                  | 2022-2023     |               |
| Juninho e Washington Paz | 2024-2025     | [ 153 ]       |
| Washington Paz           | 2026-presente |               |

#### Rainhas
| Rainhas de Bateria | Carnavais     | Ref.                    |
| ------------------ | ------------- | ----------------------- |
| Layse Sapucahy     | 2000-2001     |                         |
| Solange Gomes      | 2002-2003     |                         |
| Janaína Guerra     | 2004          |                         |
| Jéssica Sodré      | 2005          | [ 154 ]                 |
| Thatiana Pagung    | 2006-2009     | [ 154 ] [ 155 ] [ 5 ]   |
| Fernanda Abraão    | 2010          | [ 156 ] [ 157 ]         |
| Isabella Picanço   | 2011          | [ 13 ] [ 158 ]          |
| Luciana Picorelli  | 2012          | [ 159 ]                 |
| Lucilene Caetano   | 2013          | [ 160 ] [ 161 ] [ 162 ] |
| Laura Keller       | 2014          | [ 163 ] [ 164 ]         |
| Luana Caetano      | 2015          | [ 165 ]                 |
| Renata Frisson     | 2016          | [ 134 ]                 |
| Letícia Guimarães  | 2017          | [ 2 ]                   |
| Denise Dias        | 2018          | [ 166 ]                 |
| Thainá Oliveira    | 2019          |                         |
| Amanda Andrade     | 2020          | [ 96 ]                  |
| Natália Laje       | 2022          | [ 167 ] [ 168 ] [ 169 ] |
| Malu Torres        | 2023-2024     |                         |
| Vanessa Rangeli    | 2025          | [ 170 ]                 |
| Carolane Silva     | 2026-presente | [ 171 ]                 |

### Direção de Carnaval
| Diretores de Carnaval                         | Carnavais     | Ref.          |
| --------------------------------------------- | ------------- | ------------- |
| Waldir Gomes                                  | 2014          | [ 86 ]        |
| Marcelo Varanda                               | 2015          | [ 172 ]       |
| Greg Tavares                                  | 2016          | [ 172 ]       |
| Saulo Tinoco                                  | 2017-2018     | [ 2 ] [ 152 ] |
| Luiz Carlos Amâncio                           | 2019          |               |
| Saulo Tinoco                                  | 2020-2024     | [ 96 ]        |
| Saulo Tinoco, Reginaldo Gomes e Rodrigo Gomes | 2025          |               |
| Julinho Fonseca                               | 2026-presente |               |

### Direção de Harmonia
| Diretores de Harmonia                                       | Carnavais     | Ref.            |
| ----------------------------------------------------------- | ------------- | --------------- |
| Comissão de harmonia                                        | 2016-2020     | [ 173 ] [ 174 ] |
| Saulo Tinoco                                                | 2014          | [ 86 ]          |
| Greg Tavares                                                | 2015-2016     | [ 172 ] [ 172 ] |
| Marcos Aurélio Jansem e Mauricio Carim                      | 2017          | [ 2 ]           |
| Marcos Aurélio Jansem, Mauricio Carim e Luiz Carlos Amâncio | 2018          | [ 152 ]         |
| Marcio Pimenta, Tarzan Egito e Luiz Carlos Amâncio          | 2019          |                 |
| Marcos Aurélio Jansem, Mauricio Carim e Rodrigo Gomes       | 2020-2022     | [ 96 ]          |
| Catia Sant'ana e Evandro Harmonia                           | 2023-2025     |                 |
| Leonardo Brandão e Vitor Leite                              | 2026-presente |                 |